# یواس‌اس جاستین (۱۸۹۱)
یواس‌اس جاستین (۱۸۹۱) (به انگلیسی: USS Justin (1891)) یک کشتی بود که طول آن ۲۸۷ فوت ۶ اینچ (۸۷٫۶۳ متر) بود. این کشتی در سال ۱۸۹۱ ساخته شد.